# Argon Zark!
Argon Zark! är en webbserie skapad av Charley Parker. Serien började publiceras i juni 1995 vilket gör den till en av världens äldsta webbserier (den äldsta som enbart publicerades på webben). Parker var också den första serietecknaren som  utnyttjade det nya mediets möjligheter till animationer, dynamiskt innehåll och interaktivitet.

## Handling
Huvudpersonen Argon Zark är en datorforskare som uppfinner ett nytt internetprotokoll kallat ”Personal Transport Protocol” (PTP) som möjliggör fysisk transport av människor över internet. Just när han ska genomföra det första testet blir han avbruten av det kvinnliga varubudet Zeta Fairlight som av misstag sugs in i cyberspace tillsammans med Argon och hans robot Cybert. Cyberts taligenkänning är inte riktigt färdig och är satt i ”debuggläge” vilket gör att han sprutar ur sig mer eller mindre dråpliga felhörningar. Tillsammans navigerar de sig igenom webben så som den såg ut i mitten av 1990-talet samtidigt som de jagas av monstret ”Badnasty Jump-jump”.